# Преск-Айл (Мэн)
Преск-Айл (англ. Presque Isle) — город в округе Арустук штата Мэн Соединенных Штатов Америки.
Город расположен в северо-восточной части округа недалеко от границы с канадской провинцией Нью-Брансуик на правом берегу реки Арустук, в 42 милях от центра округа города Хоултон. 
В городе размещены университет штата Мэн, региональный аэропорт — Северный Мэн.
Близ города находится лыжно-биатлонный центр, где дважды проводились этапы Кубка мира по биатлону в 2011 и 2016 годах, чемпионаты мира по биатлону среди юниоров в 2006 и 2014 годах.